# La Traversée de la Pacific
Pour plus de détails, voir Fiche technique et Distribution.
La Traversée de la Pacific (titre original : The Emperor of Peru) est un film franco-canadien réalisé par Fernando Arrabal et sorti en 1982.

## Synopsis
Un ingénieur ferroviaire fantasque, qui hante une ancienne gare et se surnomme « Empereur du Pérou », enchante les vacances de trois gamins. 

## Fiche technique
- Titre : La Traversée de la Pacific (également répertorié sous L'Empereur du Pérou)
- Titre original : The Emperor of Peru
- Réalisation : Fernando Arrabal
- Scénario : Fernando Arrabal, Roger Lemelin
- Musique : Édith Butler
- Photographie : Ken Legargeant
- Son : Claude Hazanavicius
- Montage : John Broughton, Fabien D. Tordjmann
- Direction artistique : René Petit
- Décors et costumes : René Petit
- Pays d'origine :  Canada,  France
- Langue de tournage : anglais
- Producteurs : Romaine Legargeant, Claude Léger
- Sociétés de production : Babylone Films, Ciné-Pacific, Films A2
- Sociétés de distribution : Les Films René Malo, UGC
- Format : couleur — 35 mm — son monophonique
- Genre : comédie
- Durée : 81 minutes
- Date de sortie : 10 décembre 1982 au  Canada

## Distribution
- Mickey Rooney : « L'Empereur du Pérou », ingénieur ferroviaire
- Anick : Liz
- Jonathan Starr : Toby
- Ky Huot Uk : Hoang
- Monique Mercure : la tante Elsa
- Jean-Louis Roux : l'oncle Alex
- Guy Hoffman : le maire
- Valda Dalton : Flora
- Jean-Pierre Saulnier : le pompier